# Demi
| Совокупная оценка    | Совокупная оценка |
| Источник             | Оценка            |
| -------------------- | ----------------- |
| Metacritic           | (64/100)          |
| Оценки критиков      |                   |
| Источник             | Оценка            |
| AllMusic             | [ 2 ]             |
| Artist Direct        | [ 3 ]             |
| Billboard            | (positive)        |
| The Boston Globe     | (mixed)           |
| Entertainment Weekly | C+                |
| The New York Times   | (positive)        |
| Rolling Stone        | [ 8 ]             |

Demi — четвёртый студийный альбом американской певицы Деми Ловато, выпущен 10 мая 2013 года на лейбле Hollywood Records.

## Производство и релиз
В апреле 2012 года Ловато приступила к написанию песен для своего четвёртого альбома, сразу после окончания мирового турне в поддержку своего третьего альбома Unbroken. Пластинка была записана в период, когда Деми была судьёй на втором сезоне шоу X Factor. Альбом получил название DEMI, потому что это была её первая пластинка, которая могла привлечь более широкую аудиторию и для тех, кто не знаком с её творчеством. Также было подтверждено, что на альбоме будет сиквел легендарного хита Skyscraper. После релиза альбома было объявлено, что песня Warrior и стала этим сиквелом. Деми призналась, что это лучший из всех альбомов, который она когда-либо делала, и что она взволнована перед тем, как поклонники услышат его.
6 мая 2013 года в Твиттере Ловато спросила у своих поклонников, нужно ли раскрывать названия песен в виде хэштэгов. Был запущен сайт lovaticsspeeduptime.com, и все названия были отправлены. Все песни были разблокированы в течение четырёх часов. 11 июня была выпущена специальная книга DEMI, где были ранее неизвестные фотосессии и интервью, видео с различных бекстейджев.
В октябре 2014 года Деми начала мировой тур в поддержку своего альбома. Он закончился 9 мая 2015 года.

## Синглы
- «Heart Attack» была выпущена 24 февраля 2013 года в качестве лид-сингла. Песня достигла 10-го места в Billboard Hot 100, став третьей песней которой это удалось[10]. Видеоклип на песню вышел 9 апреля 2013.
- Песня «Made in the USA» стала вторым синглом из альбома певицы, об этом она заявила каналу MTV[11]. Судя по сообщениям из официального Твиттера Деми, съёмки видеоклипа стартовали в начале мая. Клип вышел 17 июля.
- Песня «Neon Lights» была объявлена третьим синглом в поддержку альбома в конце сентября 2013 года. Клип выпущен 21 ноября и в первую же неделю побил личный рекорд певицы. Выпуск сингла также повлиял на название нового концертного тура певицы — «Neon Lights Tour».
- Песня «Really Don't Care» совместно с Шер Ллойд стала четвёртым официальным синглом в поддержку своего четвёртого студийного альбома «DEMI».

## Список композиций
| №                   | Название                                    | Автор(ы)                                                                        | Продюсер(ы)                              | Длительность |
| ------------------- | ------------------------------------------- | ------------------------------------------------------------------------------- | ---------------------------------------- | ------------ |
| 1.                  | «Heart Attack»                              | Mitch Allan Jason Evigan Sean Douglas Nikki Williams Aaron Phillips Demi Lovato | The Suspex                               | 3:30         |
| 2.                  | «Made in the USA»                           | Jonas Jeberg Evigan Corey Chorus Blair Perkins Lovato                           | Jeberg Evigan [a]                        | 3:16         |
| 3.                  | «Without the Love»                          | Lovato Matt Squire Roy Battle Freddy Wexler                                     | Squire Battleroy David "DQ" Quiñones [b] | 3:55         |
| 4.                  | «Neon Lights»                               | Lovato Mario Marchetti Tiffany Vartanyan Ryan Tedder Noel Zancanella            | Tedder Zancanella                        | 3:53         |
| 5.                  | «Two Pieces»                                | Olivia Waithe Allan Evigan                                                      | The Suspex                               | 4:25         |
| 6.                  | «Nightingale»                               | Lovato Anne Preven Matt Radosevich Felicia Barton                               | Rad Preven [b]                           | 3:36         |
| 7.                  | «In Case»                                   | Emanuel Kiriakou Priscilla Renea                                                | Kiriakou                                 | 3:34         |
| 8.                  | «Really Don't Care» (при участии Шер Ллойд) | Lovato Carl Falk Rami Yacoub Savan Kotecha Cher Lloyd                           | Falk Yacoub                              | 3:21         |
| 9.                  | «Fire Starter»                              | Jarrad "Jaz" Rogers Lindy Robbins Julia Michaels                                | Rogers Quiñones [b]                      | 3:24         |
| 10.                 | «Something That We're Not»                  | Lovato Kotecha Kiriakou Andrew Goldstein                                        | Kiriakou Goldstein                       | 3:17         |
| 11.                 | «Never Been Hurt»                           | Lovato Evigan Stefan Johnson Jordan K. Johnson Ali Tamposi Marcus Lomax         | Evigan The Monsters and the Strangerz    | 3:56         |
| 12.                 | «Shouldn't Come Back»                       | Lovato Yacoub Falk Kotecha                                                      | Yacoub Falk                              | 3:48         |
| 13.                 | «Warrior»                                   | Lovato Goldstein Kiriakou Robbins                                               | Kiriakou Goldstein                       | 3:51         |
| Общая длительность: | Общая длительность:                         | Общая длительность:                                                             | Общая длительность:                      | 47:48        |

| №                   | Название                     | Автор(ы)                                 | Продюсер(ы)         | Длительность |
| ------------------- | ---------------------------- | ---------------------------------------- | ------------------- | ------------ |
| 14.                 | «I Hate You, Don't Leave Me» | Lovato E. Kidd Bogart Goldstein Kiriakou | Kiriakou Goldstein  | 3:33         |
| Общая длительность: | Общая длительность:          | Общая длительность:                      | Общая длительность: | 51:21        |

| №                   | Название                  | Автор(ы)                       | Продюсер(ы)         | Длительность |
| ------------------- | ------------------------- | ------------------------------ | ------------------- | ------------ |
| 14.                 | «Give Your Heart a Break» | Josh Alexander Billy Steinberg | Alexander Steinberg | 3:25         |
| 15.                 | «Skyscraper»              | Toby Gad Kerli Robbins         | Gad                 | 3:41         |
| Общая длительность: | Общая длительность:       | Общая длительность:            | Общая длительность: | 54:54        |

| №                   | Название                                                                     | Автор(ы)                                                               | Продюсер(ы)                  | Длительность |
| ------------------- | ---------------------------------------------------------------------------- | ---------------------------------------------------------------------- | ---------------------------- | ------------ |
| 16.                 | «Up» (Олли Мерс при участии Деми Ловато)                                     | Wayne Hector Maegan Cottone Peter Wallevik Daniel Davidsen Mich Hansen | Wallevik TommyD Quiñones [b] | 3:44         |
| 17.                 | «I Hate You, Don't Leave Me»                                                 | Lovato Bogart Goldstein Kiriakou                                       | Kiriakou Goldstein           | 3:33         |
| 18.                 | «Let It Go»                                                                  | Robert Lopez Kristen Anderson-Lopez                                    | Kiriakou Goldstein           | 3:45         |
| 19.                 | «Give Me Love» (Live at the Capital FM Studios in London, UK / May 30, 2014) | Sheeran Gosling Kiriakou                                               |                              | 4:56         |
| 20.                 | «Nightingale» (Live from Honda Center/Anaheim, CA/2014)                      | Lovato Preven Radosevich Barton                                        | Zonars                       | 3:36         |
| 21.                 | «Neon Lights» (Live from Honda Center/Anaheim, CA/2014)                      | Lovato Marchetti Vartanyan Tedder Zancanella                           | Zonars                       | 4:22         |
| 22.                 | «Really Don't Care» (Live from Honda Center/Anaheim, CA/2014)                | Lovato Falk Yacoub Kotecha Lloyd                                       | Zonars                       | 3:31         |
| Общая длительность: | Общая длительность:                                                          | Общая длительность:                                                    | Общая длительность:          | 75:15        |

| №                   | Название                                     | Длительность |
| ------------------- | -------------------------------------------- | ------------ |
| 14.                 | «Heart Attack» (Manhattan Clique Edit Remix) | 3:23         |
| Общая длительность: | Общая длительность:                          | 51:11        |

| №                   | Название                               | Длительность |
| ------------------- | -------------------------------------- | ------------ |
| 14.                 | «Heart Attack» (The Alias Radio Remix) | 3:10         |
| 15.                 | «Heart Attack» (Belanger Remix)        | 4:06         |
| Общая длительность: | Общая длительность:                    | 55:35        |

| №   | Название                     | Автор(ы)                                     | Продюсер(ы)        | Длительность |
| --- | ---------------------------- | -------------------------------------------- | ------------------ | ------------ |
| 14. | «I Hate You, Don't Leave Me» | Lovato Bogart Goldstein Kiriakou             | Kiriakou Goldstein | 3:33         |
| 15. | «Nightingale» (Live)         | Lovato Preven Radosevich Barton              | John Zonars        | 3:36         |
| 16. | «Really Don't Care» (Live)   | Lovato Falk Yacoub Kotecha Lloyd             | Zonars             | 3:31         |
| 17. | «Neon Lights» (Live)         | Lovato Marchetti Vartanyan Tedder Zancanella | Zonars             | 4:22         |

| №                   | Название                                                                     | Автор(ы)                              | Длительность |
| ------------------- | ---------------------------------------------------------------------------- | ------------------------------------- | ------------ |
| 14.                 | «Give Me Love» (Live at the Capital FM Studios in London, UK / May 30, 2014) | Ed Sheeran Jake Gosling Chris Leonard | 4:56         |
| Общая длительность: | Общая длительность:                                                          | Общая длительность:                   | 52:44        |

| №                   | Название                                                                     | Автор(ы)                                                               | Продюсер(ы)                  | Длительность |
| ------------------- | ---------------------------------------------------------------------------- | ---------------------------------------------------------------------- | ---------------------------- | ------------ |
| 14.                 | «Up» (Олли Мерс при участии Деми Ловато)                                     | Wayne Hector Maegan Cottone Peter Wallevik Daniel Davidsen Mich Hansen | Wallevik TommyD Quiñones [b] | 3:44         |
| 15.                 | «I Hate You, Don't Leave Me»                                                 | Lovato Bogart Goldstein Kiriakou                                       | Kiriakou Goldstein           | 3:33         |
| 16.                 | «Let It Go»                                                                  | Robert Lopez Kristen Anderson-Lopez                                    | Kiriakou Goldstein           | 3:45         |
| 17.                 | «Give Me Love» (Live at the Capital FM Studios in London, UK / May 30, 2014) | Sheeran Gosling Kiriakou                                               |                              | 4:56         |
| 18.                 | «Nightingale» (Live from Honda Center/Anaheim, CA/2014)                      | Lovato Preven Radosevich Barton                                        | Zonars                       | 3:36         |
| 19.                 | «Neon Lights» (Live from Honda Center/Anaheim, CA/2014)                      | Lovato Marchetti Vartanyan Tedder Zancanella                           | Zonars                       | 4:22         |
| 20.                 | «Really Don't Care» (Live from Honda Center/Anaheim, CA/2014)                | Lovato Falk Yacoub Kotecha Lloyd                                       | Zonars                       | 3:31         |
| Общая длительность: | Общая длительность:                                                          | Общая длительность:                                                    | Общая длительность:          | 75:15        |

| №  | Название                                               | Длительность |
| -- | ------------------------------------------------------ | ------------ |
| 1. | «Heart Attack» (Music video)                           |              |
| 2. | «Made in the USA» (Music video)                        |              |
| 3. | «Neon Lights» (Music video)                            |              |
| 4. | «Really Don't Care» (Vevo Presents)                    |              |
| 5. | «Heart Attack» (Vevo Presents)                         |              |
| 6. | «Nightingale» (Live)                                   |              |
| 7. | «Neon Lights» (Live)                                   |              |
| 8. | «In Case» (Live)                                       |              |
| 9. | «Neon Lights» (Cole Plante with Myon & Shane 54 Remix) |              |

| №  | Название                                                  | Длительность |
| -- | --------------------------------------------------------- | ------------ |
| 1. | «Heart Attack» (Music video)                              |              |
| 2. | «The Story of Demi» (Episodes 1, 2 & 3)                   |              |
| 3. | «Heart Attack» (VEVO Presents: Live in London)            |              |
| 4. | «Really Don't Care» (VEVO Presents: Live in London)       |              |
| 5. | «Made in the USA» (VEVO Presents: Live in London)         |              |
| 6. | «Skyscraper» (VEVO Presents: Live in London)              |              |
| 7. | «Give Your Heart a Break» (VEVO Presents: Live in London) |              |

Примечания
- ↑  сопродюсер вокала
- ↑  продюсер вокала

## Чарты
| Чарт (2013)        | Позиция |
| ------------------ | ------- |
| Австралия          | 14      |
| Австрия            | 38      |
| Бельгия (Фландрия) | 19      |
| Бельгия (Валлония) | 53      |
| Великобритания     | 10      |
| Германия           | 5       |
| Греция             | 5       |
| Дания              | 7       |
| Ирландия           | 5       |
| Испания            | 3       |
| Италия             | 4       |
| Канада             | 1       |
| Мексика            | 2       |
| Новая Зеландия     | 7       |
| Нидерланды         | 17      |
| Норвегия           | 4       |
| Польша             | 45      |
| Португалия         | 15      |
| США                | 3       |
| Финляндия          | 48      |
| Франция            | 89      |
| Чехия              | 26      |
| Швейцария          | 36      |
| Швеция             | 36      |
| Шотландия          | 7       |